# Крематорий
Кремато́рий (от лат. crematio — сжигание) — печь для кремации (сжигания) умерших (людей, животных), а также учреждение, оборудованное такими печами и предоставляющее услуги кремации.
Кроме самой печи, в крематориях обычно предусмотрен один или несколько залов для церемонии прощания, которая может быть как светской, так и включать религиозный обряд.

## Описание процесса кремации
Процесс кремации представляет собой сжигание тела умершего за счёт подаваемых в камеру кремационных печей потоков раскалённого до высоких температур газа (870—980 °C). Для более эффективного процесса в современных печах внедрён ряд модификаций (одна из них заключается в подаче большей части пламени на торс, который составляет основную массу тела). В качестве топлива для печей в настоящее время обычно используется газ (природный или пропан), реже — электричество. До 1960-х годов активно использовался каменный уголь или кокс.
Современные печи автоматизированы и контролируются микропроцессорными устройствами, снабжены устройствами для обеспечения безопасного использования (например, дверь реторты печи блокируется, пока не будет достигнута нормальная рабочая температура; гроб подаётся в печь максимально быстро во избежание потерь тепла), а также имеют систему фильтрации дымовых газов и рекуперации тепла (подогрев воздуха, подаваемого на горелочные устройства, за счёт тепла дымовых газов, и в то же время охлаждение дымовых газов перед фильтрацией), дымосос и дутьевой вентилятор для подачи воздуха в горелочные устройства.

## Кремация в России и СССР
Кремация по санитарно-медицинским соображениям проводилась в России и до 1917 года. Например, «чумной» Форт «Император Александр I» был оборудован крематорием для сжигания погибших от чумы лабораторных животных. Но в нём также пришлось кремировать и заразившихся в процессе исследований лёгочной чумой погибших докторов В. И. Турчинович-Выжникевича (1905) и М. И. Шрейбера (1907).
Первый гражданский крематорий был построен в 1908 во Владивостоке с использованием печи японского производства, вероятно, для кремации граждан Японской империи (во Владивостоке в те годы проживало немало выходцев из Нагасаки). Однако кремация в России не получила широкого распространения, в основном вследствие приверженности давним православным традициям погребения, предписывающим предавать тело земле. Лишь в начале XX века, по мере роста революционных настроений и влияния атеистических идей, появились первые кружки приверженцев кремации.
Во время Гражданской войны началось строительство первого крематория в Петрограде, завершённое в 1920 году. Крематорий был открыт в котельном помещении бывших бань на Васильевском острове, 14-я линия, дом 95—97. Основу его составляла регенеративная кремационная печь «Металлург» конструкции профессора Горного института В. Н. Липина. Крематорий использовался исключительно для сжигания невостребованных и неопознанных тел. Сохранился акт о первой в истории советской России кремации, подписанный председателем Постоянной комиссии по постройке 1-го Государственного крематория и морга, управляющим делами отдела управления Петрогубисполкома Б. Г. Каплуном и другими лицами, присутствовавшими при этом мероприятии. В акте, в частности, записано:

14 декабря 1920 г. мы, нижеподписавшиеся, произвели первое опытное сожжение трупа красноармейца Малышева, 19 лет, в кремационной печи в здании 1-го Государственного Крематория — В. О., 14 линия, д. 95/97. Тело задвинуто в печь в 0 час. 30 мин., причём температура печи в этот момент равнялась в среднем 800 Ц при действии левого регенератора. Гроб вспыхнул в момент задвигания его в камеру сожжения и развалился через 4 минуты после введения его туда…

Печь проработала недолго, с 14 декабря 1920 по 21 февраля 1921 года, и была остановлена «за отсутствием дров». За этот промежуток времени в ней было сожжено 379 тел, большая часть — в административном порядке, а 16 — по желанию родных или согласно завещанию.

### Пропаганда кремации
В 1927 году был построен второй на территории России и первый в СССР крематорий — Донской (ныне здание частично перестроено для храма преподобного Серафима Саровского) на территории Нового Донского кладбища, смежной с Донским монастырём. Долгое время он был единственным активно действующим крематорием в стране. Урны с прахом размещались в крытом колумбарии в здании крематория или в павильонах и открытых колумбариях на прилегающей территории.
С открытием Первого крематория идея огненных похорон стала считаться очень модной и прогрессивной. В газетах стали появляться многочисленные статьи, пропагандирующие эту тему, и фельетоны, высмеивающие обывательские предрассудки. В 1927—1932 годах действовало «Общество развития и распространения идеи кремации в РСФСР» (ОРРИК), работавшее в тесном сотрудничестве с Союзом воинствующих безбожников. В 1932 году оно было преобразовано во Всероссийское кремационное общество.

Пробежав по инерции несколько шагов, вошедший остановился перед стариком швейцаром в фуражке с золотым зигзагом на околыше и молодецким голосом спросил:
— Ну что, старик, в крематорий пора?

— Пора, батюшка, — ответил швейцар, радостно улыбаясь, — в наш советский колумбарий.
Он даже взмахнул руками. На его добром лице отразилась полная готовность хоть сейчас, предаться огненному погребению.

В Черноморске собирались строить крематорий с соответствующим помещением для гробовых урн, то есть колумбарием, и это новшество со стороны кладбищенского подотдела почему-то очень веселило граждан. Может быть, смешили их новые слова — крематорий и колумбарий, а может быть, особенно забавляла их самая мысль о том, что человека можно сжечь, как полено, — но только они приставали ко всем старикам и старухам в трамваях и на улицах с криками: «Ты куда, старушка, прёшься? В крематорий торопишься?» Или: «Пропустите старичка вперёд, ему в крематорий пора». И удивительное дело, идея огненного погребения старикам очень понравилась, так что весёлые шутки вызывали у них полное одобрение. И вообще разговоры о смерти, считавшиеся до сих пор неудобными и невежливыми, стали котироваться в Черноморске наравне с анекдотами из еврейской и кавказской жизни и вызывали всеобщий интерес.— Ильф и Петров — «Золотой телёнок», 1931 г.
Кремировали не только простых людей, но и заслуженных членов партии, правительства и других знаменитостей страны Советов: Владимира Маяковского, Максима Горького, Валерия Чкалова, С. Кирова, В. Куйбышева, С. Орджоникидзе, А. Богданова и многих других. Их прах был захоронен, кроме Донского, на Новодевичьем кладбище или в Кремлёвской стене. Даже в романе «Мастер и Маргарита» покойного Берлиоза везут именно в Донской крематорий.

### Кремация в годы Великой Отечественной войны
В начале 1942 года в блокадном Ленинграде в связи с резким возрастанием смертности городского населения похоронные службы оказались физически не в состоянии справиться с ежедневным захоронением на кладбищах города тысяч умерших. Положение дел было существенно облегчено организацией крематория. Первая, экспериментальная установка была запущена в городе Колпино 10 февраля 1942 года на термическом участке цеха № 3 Ижорского завода. Было кремировано семь трупов, после чего специальная комиссия, «с гигиенической точки зрения», сочла «необходимым рекомендовать и развивать сжигание как средство реальное и необходимое в данной обстановке». 27 февраля 1942 года Ленгорисполком решением № 140-с постановил: «Разрешить исполкому Колпинского райсовета депутатов трудящихся и дирекции ордена Ленина Ижорского завода производить сжигание трупов в термических печах завода». Крематорий в Колпине действовал четыре месяца (с февраля по май), и за это время в нём были кремированы останки 5524 человек. Большинством из них были бойцы Красной Армии, павшие на колпинских рубежах. Их прах был захоронен в братской могиле у цеха № 2.
Опыт колпинцев через короткое время был использован и в масштабах всего Ленинграда. В марте 1942 года по решению городских властей был переоборудован в крематорий 1-й кирпично-пемзовый завод, находившийся на территории современного Московского парка Победы. 16 марта 1942 года состоялась первая кремация ста пятидесяти трупов. После того как крематорий стал работать на двух печах и в три смены, его пропускная способность увеличилась. Так, например, 18 апреля было подвергнуто сжиганию 1425 останков, а всего к 1 января 1943 года кремировано 109 925 трупов. Благодаря работе крематория в Ленинграде значительно улучшилась эпидемиологическая ситуация, а с 1 июня 1942 года на городских кладбищах была прекращена практика массовых захоронений. Блокадный крематорий функционировал на протяжении почти трёх лет (по другим данным, уже 15 ноября 1943 года кирпичный завод приступил к выпуску своей обычной продукции). За это время в его печах, только по предварительным подсчётам, были сожжены тела более чем ста тысяч жителей города и воинов. Их пепел погребён в расположенных поблизости карьерах, где в наши дни располагаются парковые пруды.

### Перечень крематориев в России
В настоящее время в России имеется тридцать крематориев: по два в Москве (Митинский, Хованский), её пригороде Балашихе (Николо-Архангельский, Носовихинский) и Новосибирске (Новосибирский, Закаменский), Санкт-Петербурге, Артёме, Архангельске, Барнауле, Владивостоке, Волгограде, Екатеринбурге, Калининграде, Магнитогорске, Нижнем Новгороде, Нижнем Тагиле, Новокузнецке, Новороссийске, Норильске, Ростове-на-Дону, Симферополе, Сургуте, Туле, Хабаровске, Челябинске, Ярославле, Воронеже и Московской области (городской округ Домодедово), Улан-Удэ.
В большинстве своём их услуги не особо популярны у населения: в среднем кремацию выбирают родственники не более 15—20 % умерших. Наибольший процент — в Санкт-Петербурге, Норильске и Москве (50—70 % всех умерших).
Самый большой крематорий — Николо-Архангельский — оборудован семью двойными кремационными печами. Его строительство было завершено в марте 1972 года. Он занимает площадь 210 га, в нём имеется шесть нерелигиозных траурных залов, которые используются при атеистических похоронах.
Самым экологичным считается запущенный в эксплуатацию в 2011 году кремационный комплекс в Волгограде. Его кремационная установка приобретена в Германии и включает в себя кремационную печь типа КЕ 400 с хромосорбционным фильтром высокой очистки.
В 2012 году в Нижнем Новгороде началось строительство крематория рядом с крупнейшим кладбищем в Европе. Функционирует с 2017 года.
В 2013 году планировалось сдать в эксплуатацию крематории в Ярославле и Хабаровске, до 2015 года — в Архангельске, Казани, Уфе и Самаре, в ряде других российских городов данный вопрос находится в стадии активного обсуждения
7 декабря 2013 года мэр города Омска В. Двораковский высказался по поводу появления на территории города крематория. Мэр назвал это событие «шагом к цивилизованной ступени развития общества». Появление в ближайшее время в городе крематория В. Двораковский объяснил также наличием проблем с поиском нового места на кладбище, отсутствием свободной земли.
| №  | Город                           | Год открытия | Год закрытия | Примечания                                                            |
| -- | ------------------------------- | ------------ | ------------ | --------------------------------------------------------------------- |
| 1  | Владивосток                     | 1908         | ?            |                                                                       |
| 2  | Петроград                       | 1920         | 1921         |                                                                       |
| 3  | Москва (Донской)                | 1927         | 1972         | Фактически работал до 1982 года.                                      |
| 4  | Ленинград (Ижорский завод)      | 1942         | 1942         |                                                                       |
| 5  | Ленинград (Кирпичный завод № 1) | 1942         | 1943         |                                                                       |
| 6  | Балашиха (Николо-Архангельский) | 1972         |              | Крупнейший в Европе                                                   |
| 7  | Ленинград (Пискарёвка)          | 1973         |              |                                                                       |
| 8  | Свердловск                      | 1982         |              |                                                                       |
| 9  | Москва (Митинский)              | 1985         |              |                                                                       |
| 10 | Москва (Хованский)              | 1988         |              |                                                                       |
| 11 | Нижний Тагил                    | 1996         |              |                                                                       |
| 12 | Балашиха (Носовихинский)        | 1999         |              | Частный, ЗАО «Горбрус»                                                |
| 13 | Ростов-на-Дону                  | 2000         |              | Был закрыт в 2005—2008, сейчас отремонтирован и введён в эксплуатацию |
| 14 | Артём                           | 2001         |              |                                                                       |
| 15 | Владивосток                     | 2002         |              |                                                                       |
| 16 | Новокузнецк                     | 2002         |              |                                                                       |
| 17 | Норильск                        | 2002         |              |                                                                       |
| 18 | Новосибирск                     | 2003         |              | Первый на уровне мировых стандартов                                   |
| 19 | Челябинск                       | 2005         |              |                                                                       |
| 20 | Сургут                          | 2008         |              |                                                                       |
| 21 | Волгоград                       | 2011         |              | Лучший в стране по экологическим показателям на 2011 год              |
| 22 | Тула                            | 2013         |              | Частный                                                               |
| 23 | Хабаровск                       | 2014         |              | Матвеевское кладбище                                                  |
| 24 | Архангельск                     | 2015         |              | Под Архангельском, посёлок Рикасиха.                                  |
| 25 | Барнаул                         | 2015         |              |                                                                       |
| 26 | Новосибирск (Закаменский)       | 2015         |              | На территории Гусинобродского кладбища.                               |
| 27 | Ярославль                       | 2015         |              |                                                                       |
| 28 | Новороссийск                    | 2016         |              | городское кладбище «Кабахаха-4»                                       |
| 29 | Магнитогорск                    | 2017         |              |                                                                       |
| 30 | Нижний Новгород                 | 2017         |              | Рядом с Ново-Сормовским кладбищем.                                    |
| 31 | Симферополь                     | 2018         |              |                                                                       |
| 32 | Воронеж                         | 2020         |              | Юго-Западное кладбище                                                 |
| 33 | Домодедовский (Каменный цветок) | 2021         |              | Частный                                                               |
| 34 | Улан-Удэ                        | 2021         |              |                                                                       |
| 35 | Калининград                     | 2022         |              |                                                                       |
| 36 | Томск                           | 2022         |              |                                                                       |

## Российские мобильные крематории
В России существование мобильных крематориев официально не признается. Однако такой крематорий в 2011 году был замечен на выставке «Ленэкспо», а в 2013 году — применялся в Калининграде. В настоящее время мобильные крематории, например, Инсинератор ИН-50.1К, выпускаются серийно. На самом деле, установка предназначена для сжигания мусора, медицинских отходов и трупов заражённых животных, но не для кремации человеческих трупов.

## Крематории в нацистских лагерях смерти
В лагерях смерти, созданных властями нацистской Германии во время Второй мировой войны с целью «окончательного решения еврейского вопроса», крематории широко применялись для утилизации трупов уничтоженных заключённых. Самыми совершенными в техническом отношении кремационными печами были печи, разработанные фирмой «Й. А. Топф и сыновья» (г. Эрфурт).